# Hocine Aït Ahmed

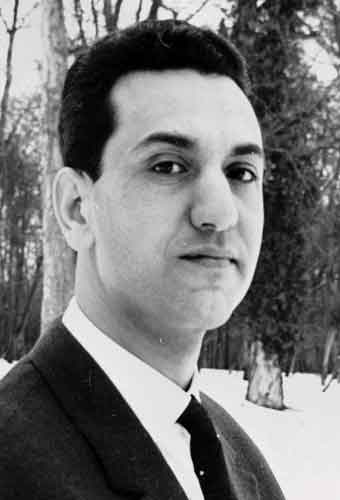
Hocine Aït Ahmed (1958)

Hocine Aït Ahmed (arabisch حسين آيت أحمد, DMG Ḥusayn Āyt Aḥmad, kabylisch Ḥusin At Ḥmed; * 20. August 1926 in Ain El Hammam; † 23. Dezember 2015 in Lausanne) war ein algerischer Politiker berberischer Herkunft.

## Leben
Hocine Aït Ahmed wurde 1926 in der Kabylei geboren. Er schloss eine reguläre Ausbildung in einer weiterführenden Schule ab. Aït Ahmed schloss sich der algerischen Nationalbewegung an. Er war der Leiter der Organisation speciale, der paramilitärischen Untergrundorganisation der Parti du Peuple Algérien. 1947 formulierte er die Strategie für einen Befreiungskrieg als militärisch-politischen Kampf, die das spätere Vorgehen der algerischen Nationalisten im Algerienkrieg entscheidend prägen sollte. Aus der Organisation speciale erwuchs im Verlauf die FLN.
Er gehörte zu den neun Gründern der FLN und nahm aus dem Exil politische Tätigkeiten wahr. Im Oktober 1956 wurde Aït Ahmed zusammen mit Ahmed Ben Bella und anderen Führern der FLN verhaftet, nachdem ihr Flugzeug auf algerisches Territorium geraten und abgefangen worden war. Nach der Unabhängigkeit kehrte er zusammen mit Ben Bella aus der Haft in Frankreich zurück.
Er entwickelte sich jedoch bald erneut zur Oppositionsfigur und versuchte mit der Gründung des FFS in der Kabylei einen landesweiten Aufstand gegen Ben Bella und später Houari Boumedienne zu entfachen. Der Versuch wurde von der algerischen Armee unterdrückt und Aït Ahmed wurde 1964 festgenommen und zum Tode verurteilt. Im Verlauf wurde er zu lebenslanger Haft begnadigt und später in die Schweiz exiliert.
Er kehrte 1989 nach Algerien zurück und nahm dort weiter am politischen Leben teil.